# 华人移民悉尼

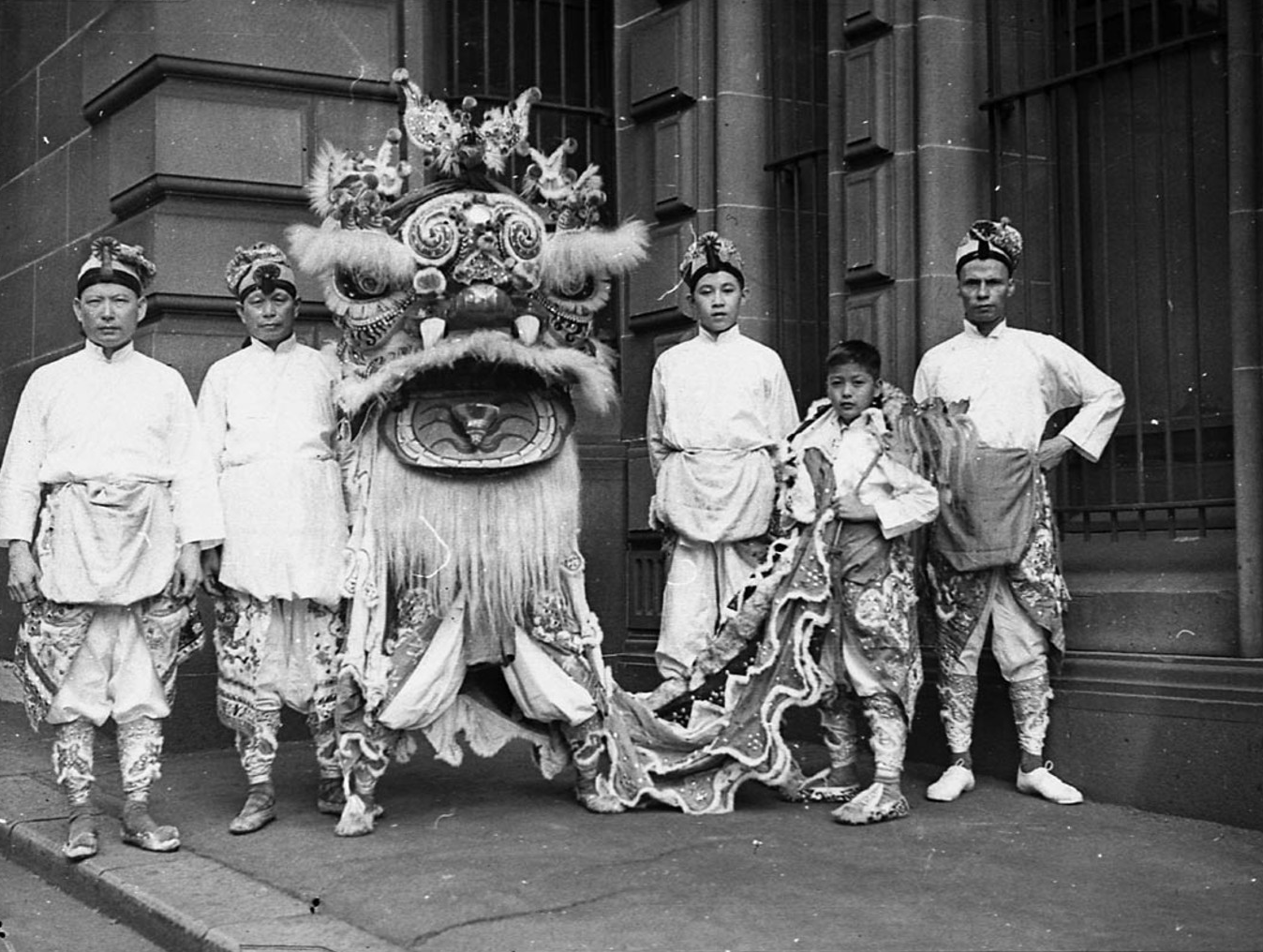
1938年，悉尼市政厅，澳大利亚华人移民参加民族盛典

华人移民悉尼的历史可追溯至近两百年前，麦世英是澳大利亚有记录的第一位定居者。2006年人口普查显示，悉尼有221,995人（5.39%）报告说粤语或标准中文是他们在家使用的语言。  宝活、 伊士活 、 金匙、 罗德岛等区都有较多华人聚居。
自1828年起，中国移民被视为解决新南威尔士州劳动力短缺问题的一种手段，尽管直到19世纪后期，移民规模仍然很低。
后来被称为“白澳政策”的政策导致一系列限制性立法在州一级以及后来的联邦一级得到通过。从20世纪50年代起，恐惧和不信任的气氛有所缓解，如今，华人社区已成为悉尼城市特色中一个充满活力、不可或缺的重要组成部分。 
自20世纪90年代以来，中国移民数量不断增加，如今华人已成为第三大移民群体。自20世纪90年代中期以来，移民的永久性已经不再像以前那样强，而且移民的方向也不再单一，中国人也出现了这种趋势。学生和学者就是这种模式的例子。1990年，中国定居者很少永久返回，但到了2002年，永久离开澳大利亚的香港定居者的数量与当年抵达的人数相当。

## 首批抵达悉尼的
有记录的最早的中国定居者是麦世英，他于1818年到达这里，并在巴拉馬打购买了土地。他娶了一位英国女子为妻；1823年，莎拉·汤普森 (Sarah Thompson) 将他的名字改为约翰·夏英 (John Shying)，并于1829年获得了帕拉马塔一家名为Lion的酒馆的经营执照。他于1832年返回中国，但五年后又返回悉尼。他的一些孩子成为了家具制造商，他们的后代今天居住在墨尔本。 这种与中国保持联系同时融入世界的历史在十九世纪一再重演。欧洲移民常常觉得漫长的回家之路令人望而生畏，但许多中国人却并不觉得与旧时的联系有多么遥远。
19世纪40年代囚犯制度结束后出现的劳动力短缺促使一些国家尝试从中国进口一些所谓的“苦力”劳动力。第一批大型中国乘客乘坐猎鹰号从厦门抵达，并于1848年10月停靠在米勒斯角的亨利摩尔码头，121名中国乘客中约有一半在这里下了船。到了1852年，抵达这里的人数已超过1500人。他们的本意是作为契约劳工在农村农场工作，但有些人留在了悉尼，其他人则逃离了与世隔绝的丛林，返回了城镇。一旦发现金矿，五年的契约就变得毫无意义了，中国人也像其他染上淘金热的人一样，放弃了自己的岗位，前往淘金。

## 恐惧、疾病和限制

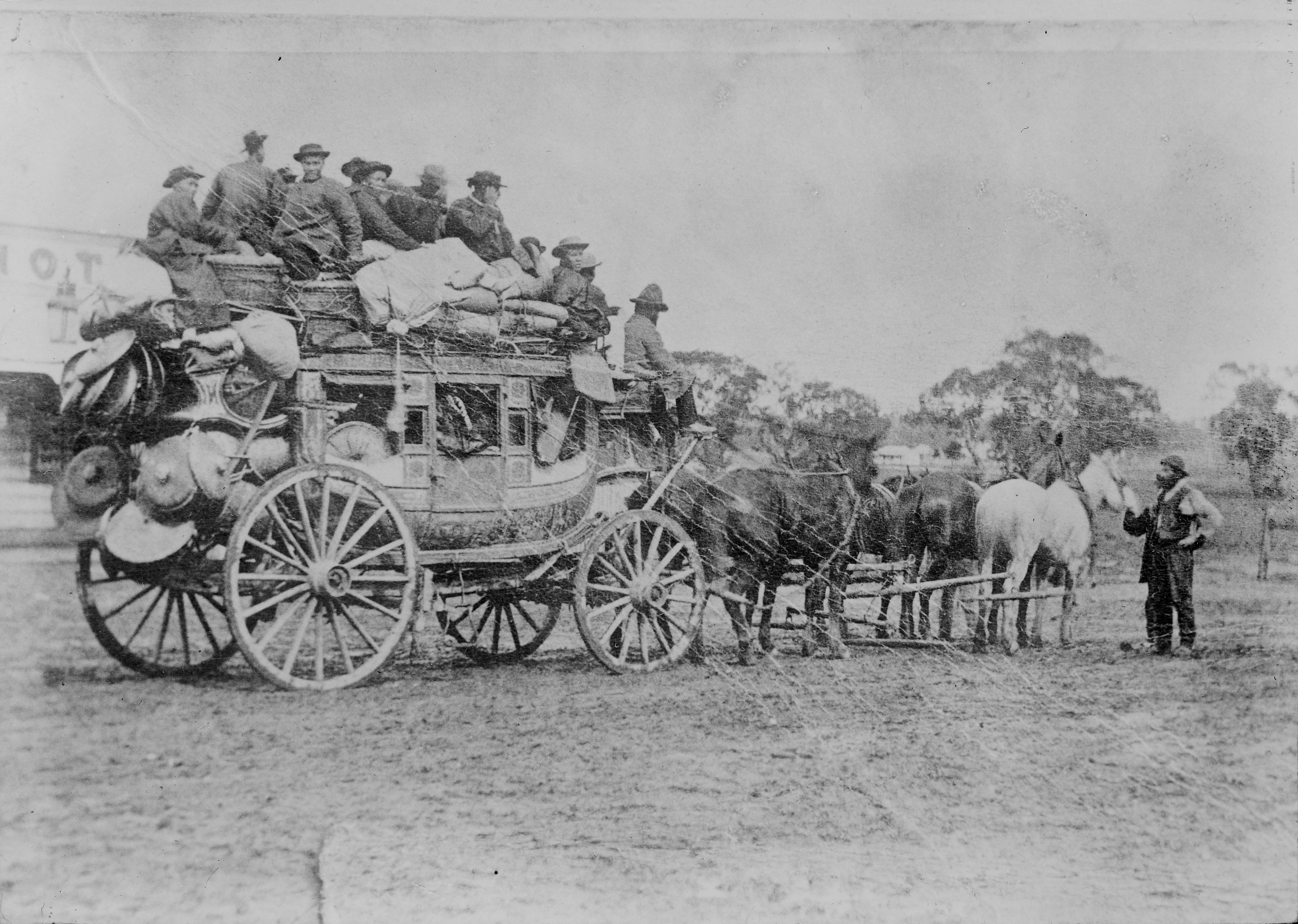
大约公元1850年，中国淘金者前往金矿。1900至1920年。

1852年初，淘金的消息传到了中国南方，许多来自广东和厦门的船夫通过赊票系统抵达中国，一旦赚到钱，就需要支付船费。很少有人能靠自己的力量到达这里。因此，大多数中国移民都在澳大利亚的金矿区以及黄亚萨等澳大利亚乡村地区寻找黄金。第一项旨在阻止华人入境的法案于1861年出台，但由于入境人数减少，该法案于1867年被废除。新的淘金热和淘金人数的增加导致1881年和1888年再次实施更加严格的限制。
讽刺的是，引发针对中国人的种族主义反应的不仅是中国人的“异类性”，还有中国的邻近性。中国距离那里足够近，可以让船只在某些疾病的潜伏期内抵达。1881年，为了应对天花的爆发和随之而来的强烈的反华情绪，亨利王子医院在当时与世隔绝的城市南部小湾建立了医院。直到20世纪60年代，那里还设有一个麻风病人隔离区，而这种人们最避之不及的疾病也与中国人有关。

## 留下和离开
尽管有很多中国人来到这里，但留下来的人却很少。例如，1880年，东方及澳大利亚轮船公司在悉尼和香港之间往返航行了19次，共运送2,564人入境，2,569人回国，缺口为5人。此外，由于农历新年期间人口流动减少，2月份之后大量中国人口涌入，这种模式一直持续到今天。悉尼港口的频繁进出促进了该市的经济增长。从淘金热开始，就有中国人明白，在城市里，通过为淘金者提供住宿的地方、镐、铲子和一袋袋米，可以更稳赚不赔，至少可以谋生。
1861年人口普查夜，官方数据显示悉尼有189名华人，1871年则上升至336人，1881年更增至1,321人。大部分都是男性，不过也有少数人获得许可带妻子来。移民安排往往涉及层层义务，有时甚至涉及敲诈勒索，许多未能成功移民的中国人无法回国。在悉尼从事卑微的工作有时可以让他们积累足够的资本光荣归来，为了实现这一目标，他们准备过着非常节俭的生活。

## 岩石区唐人街
到了19世纪60年代，悉尼的商业名录中列出了中国商铺，尤其是岩石区的商铺，靠近码头的下乔治街上集中了中国商店、餐馆和寄宿公寓。到1870年，该地区至少有5家家具店，表明经济活动更加综合。其中最大的一个是阿玩具（Ah Toy）的工坊，它不仅生产廉价家具，还为高档的戴维琼斯百货公司完成订单。

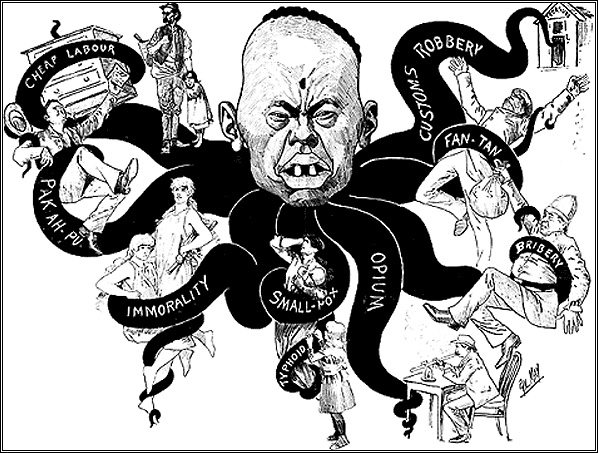
蒙古章鱼：1886年他对澳大利亚的控制

1878年，针对中国商人的暴力事件激增，导致中国商人向殖民政府请愿，要求保护他们免遭“流氓”的侵害。这种反华行为与工会会议呼吁停止移民有关，会上发言者公开鼓吹暴力。工会反对中国雇主支付给中国工人的低工资，但他们的解决方案不是像一些有组织的中国家具工人所呼吁的那样，争取更好的工资和条件，而是主张排斥。11月，海员工会罢工，抗议澳大利亚轮船公司使用廉价中国劳动力。公众举行了几场集会，在海德公园举行了一次大型反华火炬大会之后，一群抗议者决定游行到议会大厦，要求驱逐中国人。据警方报告，另一伙人约有2,000人，他们沿着皮特街前往桥街 ，然后前往皇后广场 (Queen's Place，现为达利街 (Dalley Street)) 的阿玩具 (Ah Toy) 家具店。暴徒们试图焚烧大楼，他们可能知道楼上有许多中国工人正在睡觉。
邓光达在金矿搜捕鸦片瘾君子时，发现中国男子与73名吸食鸦片的澳洲白人女子生活在一起，许多遭丈夫和妓女虐待的无家可归妇女，躲进赌场的中国鸦片馆后逃走，嫁给了悉尼的中国男子，弗朗西斯·霍普金斯牧师曾说：“中国人的盎格鲁-撒克逊妻子几乎是他的上帝，而欧洲人的妻子则是他的奴隶。”这就是为什么那么多女孩都爱上杏眼仙子的原因。 '在解释这些女性嫁给中国男性的原因时，她这样说道。
澳大利亚的白人害怕来自太平洋岛民和亚洲男性的性威胁和种族威胁，《悉尼先驱晨报》写道，中国佬“与卑鄙的白人女人结婚或同居，与白人男人推挤和竞争，当谈到在热带地区劳作时，就取代了他。” 由于澳大利亚几乎从未允许非白人女性移民，导致种族性别失衡，北澳大利亚的跨种族性行为和卖淫活动蓬勃发展。 
墨尔本小伯克街区和悉尼下乔治街周围发展出以华人男性为主的聚居区，到1870年，澳大利亚共有50,000名中国劳工和牧师，鸦片馆在华人聚居区周围随处可见，中国男性与贫穷的白人女性结婚或由贫穷的白人妓女提供服务，她们填补了华人社区中缺失的女性空间，这导致白人女性被谴责为鸦片使用者，并激起了反华情绪。 
1891年12月14日，议会委员会就悉尼的华人赌博问题召开会议，传唤欧洲白人女性出庭作证，例如27岁的 Minnie，她与两名中国男子建立了长期关系，在她与多名中国男子发生“随意”性关系后，这两名男子对她很友善。
16岁时，米妮逃离了酗酒、虐待她的丈夫，之后她和一些朋友认识了同样做爱的中国男人，并最终与他们发生了性关系。除了明妮，还有另外七名妇女接受了采访。这些女孩和妇女通过在内城和岩石区 (The Rocks) 的中国人家中寻求庇护，逃离了危险的街头生活。接受采访的另一名妇女是汉娜 (Hannah)，她逃离了被监禁的残暴的欧洲丈夫，与一名中国男子同居。她解释说，“我认为，和一个男人在一起比和所有人在街上流浪要好”，因为丈夫的“家人不会照顾我”。明妮说，“我认为，他们中有一半人是在无处可去的时候才来找中国人的”，当她被问到“是因为中国人对她们好吗？” 她说“这是主要原因，也是为了有个家。”
一些欧洲丈夫和伴侣试图强迫她们当妓女“游街示众”并拿走她们赚到的钱，或者对她们施暴，这导致这些妇女不得不去找为她们提供住房的中国人，波琳解释说“我宁愿和一个中国人住在一起，也不愿和一个白人住在一起。中国人知道该如何对待女人。 ' 在她的欧洲丈夫试图让她成为妓女后，一位名叫莫德的妇女说“他试图取悦我，我也试图取悦他”；一位名叫阿德莱德的妇女爱上了一个年轻的中国男人并想嫁给他，但他的父亲强迫他断绝关系；另外两名接受采访的女性是艾伦·A和艾伦·B。
有些妇女在与一名中国男子建立关系后，仍与多名其他中国男子卖淫，这些妇女为自己是中国人的妻子而自豪，她们的房子维护良好，说她们的“干净整洁”，委员们甚至说她们的房子“干净，甚至布置得高雅”，艾伦·B 说“你总是看到所有中国女人的房子都干净舒适”，“总是有足够的食物和饮料”，明妮说她“与中国人生活得很体面”，这些女人也以不同的眼光看待不同种族的非白人，说像印度水手这样的“黑皮肤”男人与中国人不同，艾伦·B说“没有一个中国人的女孩会在乎黑皮肤的男人。”
委员会承认“她们有理由对周围的环境感到满意，正如她们所说的那样。如果她们不是勤劳的中国人的情妇，她们很可能会流落悉尼街头。”并承认，如果没有鸦片问题，“就不可能说这些最不幸的女性没有跨越种族界限来改善她们的环境”，并且“没有理由怀疑我们的外来人口现在对年轻人的道德构成了威胁。”所以委员会最终只是提倡采取更严厉的反鸦片措施，妇女们也驳斥了理查德·西摩督察在1875年的说法，即鸦片会使女孩失去知觉并容易受到性行为的伤害，这表明吸食鸦片的人在吸食过程中是清醒的。1875年的一次调查中，警方报告称，这些华人正在接受年轻女孩的服务。 
一名欧洲男子最初在墨尔本使艾伦·B怀孕，随后她搬到了比奇沃思、奥尔伯里，生下孩子后最终搬到了悉尼，来到一家英国圣公会开办的“教会之家”，该机构是为“堕落女性”开设的，那里的一名妇女把她介绍给了中国人。
岩石区（The Rocks）的中国男人每天接受40到50名欧洲女人的性服务，这些女人并不是像委员会采访的女人那样与单个中国男人同居的“情妇”，而是全职妓女。委员会承认，“在华人中卖淫的欧洲妇女，几乎都是为了躲避同族男人的暴行而逃到她们现在的住处。她们失去了种姓，染上了酗酒的恶习，成为流氓的苦力，遭到他们的虐待，有些人还进过监狱，没有人享受过体面的家庭保护。因此，由于没有更好的前途，她们寻找中国人，至少中国人给她们的报酬不错，对她们也很友善。”这些妓女分布在昆士兰州、维多利亚州和新南威尔士州的华人定居点的乡村。 许多妓女都是澳大利亚殖民地时期的爱尔兰天主教女孩和妇女。 

## 干草市场唐人街

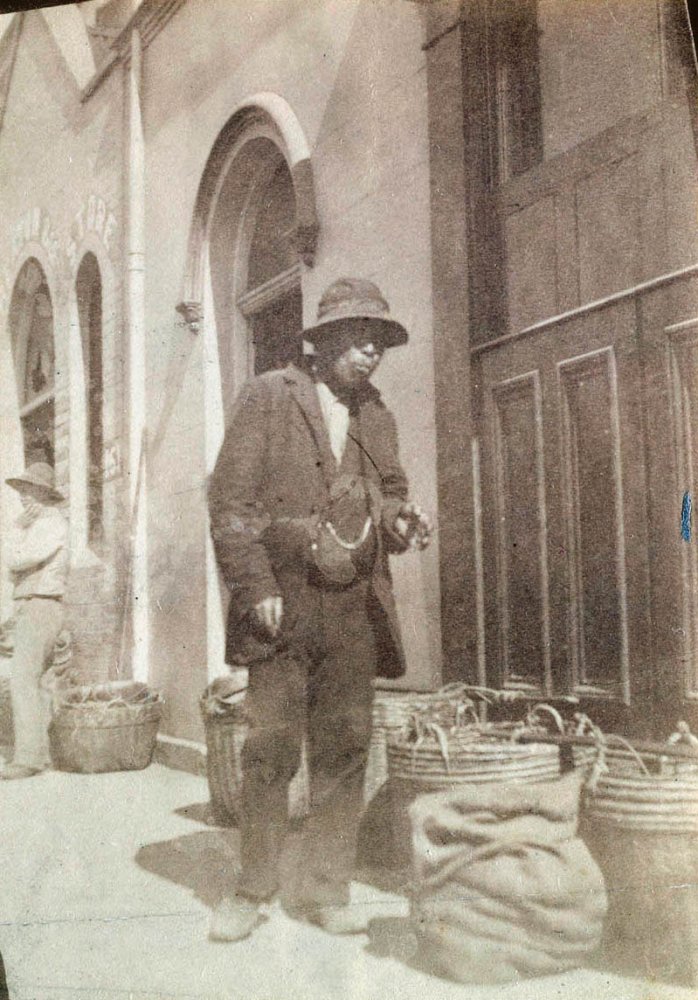
一名中国劳工，约1885–90年

到了19世纪70年代，在镇上的干草市场一端、古尔本街和坎贝尔街及其小巷里，靠近贝尔莫尔水果和蔬菜市场的地方，也出现了一批中餐馆。当菜农把农产品带到城镇时，他们会在那些已接近使用寿命的建筑物里过夜。曾经臭名昭著的杜兰德巷（Durand's Alley）长期以来在官方卫生报告中被称为“肮脏的贫民窟”，而由 Kow You Man 经营的大楼可容纳100人。19世纪80年代，这条街被重新命名为罗伯逊巷，以纪念罗伯逊的马车厂。19世纪80年代末，该厂被邝崇接管并经营成一家寄宿公寓，他向每位男士收取每晚6便士的租金，向每匹马收取每晚6便士的租金。 在花园里干活的人是华人中最贫穷、最不融入社会的人，反华同盟经常向当局抱怨干草市场房产的状况。
然而，到十九世纪末，许多成功的中国商店已在该地区合并，一些商店拥有新建筑和产权契约以表明中国所有权。许多较富有、有地位的华商选择留在岩石区 (The Rocks) 或搬到郊区的别墅，比如著名餐馆老板和美食家梅光达 (Mei Quong Tart) ，他就在阿士菲尔德 (Ashfield)建立了自己的家族庄园。然而，靠近 Haymarket 市场的街道却成为数量虽少但不断增长的中国家庭的首选地点。到1900年，韦克斯福德街的住户几乎全部是中国人，虽然这里被普遍认为是贫民窟，但这里的许多中国居民都是受人尊敬的公民。社区发言人 James Ung Quoy 住在那里，而华人长老会的 John Young Wai 牧师住在附近的玛丽街，《澳洲华人先驱报》主编 Sun Johnson 也住在附近的玛丽街。1891年，当皇家委员会调查华人涉嫌赌博及不道德行为的委员们走访其中一些家庭时，他们惊讶地发现，这些家庭的房子整洁、温馨。当澳大利亚妇女提供证据证明她们嫁给中国男人是因为她们爱他们，而且因为她们更喜欢这些男人的温柔举止，而不是那些喝醉的爱尔兰男人的“傻瓜”时，她们更加惊讶了。汉娜（未透露姓氏）谈到她的中国丈夫时说道，“对我来说，这世界上没有比他更好的男人了。”
1891年的皇家委员会让我们得以真正了解悉尼的华人，该委员会收集了大约60人的证据，其中有华人和非华人，有男性也有女性，从劳工到社会精英都有。梅光达 (Mei Quong Tart) 可能是当时悉尼最知名的华人，他是一名委员，他的存在或许可以阻止他的同事们说出夸张的话。他们在评论吸食鸦片时仔细地指出了这种做法的局限性，并发现华人赌场依赖欧洲人的赞助生存，而且总体而言，华人赌博只占悉尼人赌博习惯的一小部分。

## 宗族、村落和寺庙
在外人看来，中国人就是中国人，但在内心深处，对宗族和村庄血统的忠诚却非常强烈，往往优先于对中国民族主义的忠诚。1891年皇家委员会注意到，大型店铺往往也是宗族堂（社团）的基地，这些社团的发展是为了照顾中国不同地区人们的利益。他们提供写信人，通过个人联系链（而不是不值得信任的银行）将钱汇回国内，提供法律支持，裁决纠纷，并负责埋葬和将骨头运回中国。这些宗族组织至今仍然存在，为新来者和有需要的人提供支持。
1881年《限制华人入境法案》和1888年《限制华人入境与管制法案》成功阻止了华人入境，并且除少数人外，其他华人无法再次入境澳大利亚。随着金矿开采的逐渐枯竭，悉尼农村地区的华人人口逐渐减少，而悉尼的华人群体却不断壮大，因为这座城市对留下来的日益减少的人口变得更具吸引力，这些人要么属于豁免类别，要么持有早期获得居留权或入籍的文件。根据人口普查，到1901年，有3,276名男性和56名“出生在中国”的女性居住在悉尼。如果加上部分华裔和不在中国出生的华人，则记录显示居住在悉尼的华人有3,680名。这种集中过程在二十世纪初持续进行，因为来自墨尔本等大陆其他地区的华人纷纷涌向悉尼。华人社区牢牢扎根于该市以及菜园兴旺的周边郊区。中文标牌显示该镇华人区的商家。来自 Go Yui 的中国园丁在亚历山大建造了一座寺庙，当时和现在都由Yui Ming Hung Fook Tong管理。 Sze Yup人在Glebe Point也做了同样的事情。这座寺庙供奉关公，象征忠诚和互相支持。位于萨里山威克斯福德街的中国圣公会教堂虽然设计得比较低调，但仍具有中国特色，教堂内装饰有中国风格的塔楼和十字架。
传教热情吸引了所有主要的基督教教堂融入到这座城市的华人生活。1886年，在岩石区王子街卫理公会教堂举行了粤语-英语联合仪式，庆祝蒂尔·塔克牧师的任命。长老会自19世纪70年代起就开始举办中文礼拜，在约翰·杨·魏牧师的领导下变得非常活跃  ，其中包括将艾拉桑基的赞美诗翻译成粤语。1885年，长期在城中和博塔尼的华人圣公会担任牧师的苏胡登（Soo Hoo Ten）在圣安德烈座堂接受任命。

## 政治分歧

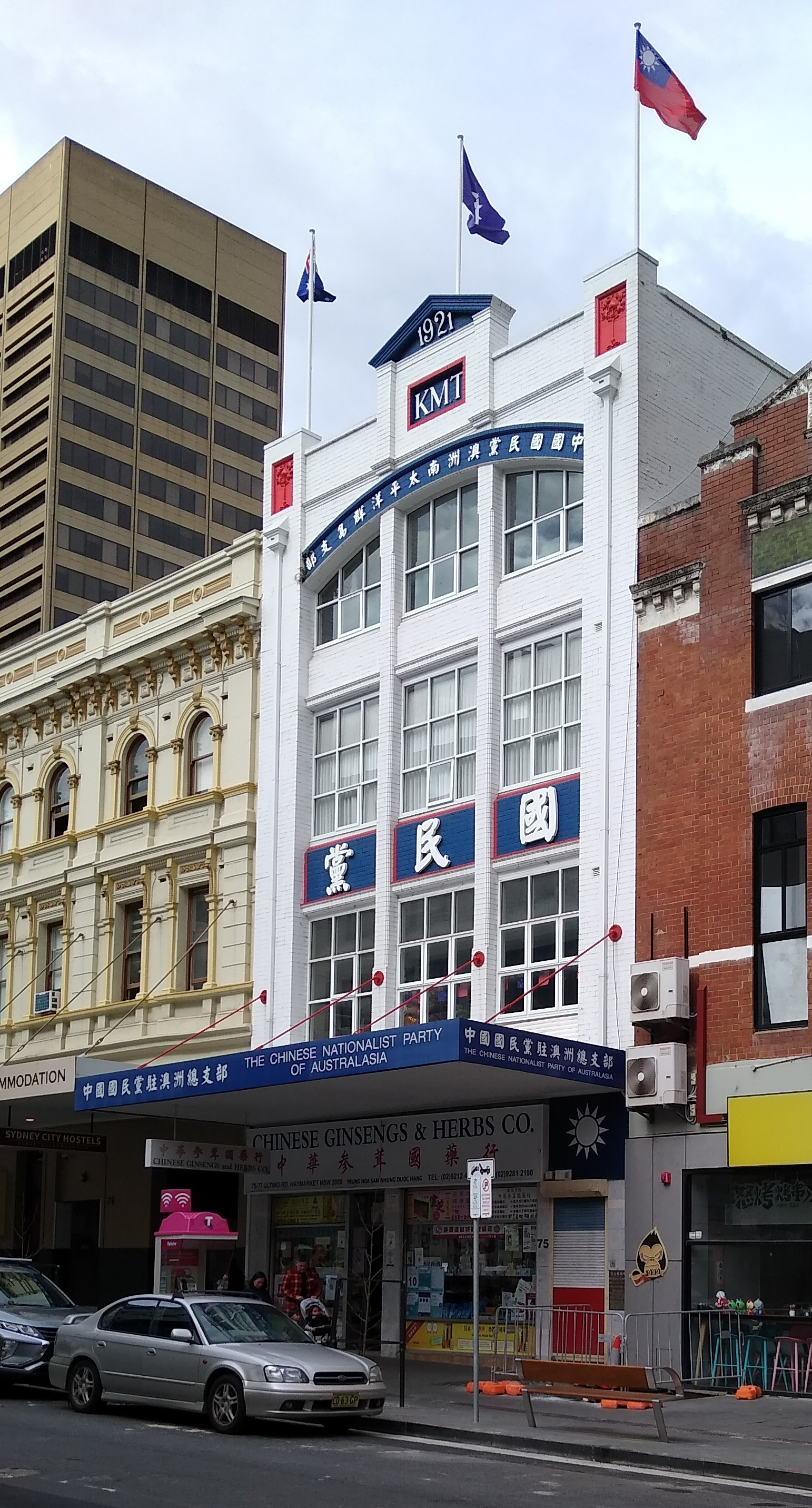
位于乌尔蒂莫的国民党大楼，建于1921-1922年

但许多华人并不信教，无论是基督教还是其他宗教，而且在政治上，这个群体也是多元化的。由于家人和朋友经常在两地之间往返，祖国的未来对于许多悉尼的华人来说至关重要。到了二十世纪初，悉尼出版的许多中文报纸开始积极讨论地方问题和中国政治的剧烈演变。在商业合作和移民法规等问题上，不同派别的中国领导人能够为了共同利益齐心协力，但在中国政治上，却存在着明显的分歧。
中华帝国协会和连益堂等组织后来发展成为中国商人协会，并最终于1913年更名为中华商会，它们利用其喉舌《东华时报》来支持中国的现状。汤马士·义兴 (Thomas Yee Hing)，来自历史悠久的 Rocks 安昌洋行 (On Chong & Co)，与 Ping Nam 和 William Gockson 一样，都是君主主义运动的杰出人物。
亲共和派分子在历史上与十九世纪早期的义兴派有一定联系， 或洪联盟 组织（三合会）致力于推翻满族统治。尽管传统上人们认为这些群体不太体面，但到了二十世纪初，这些群体重新定位自己，更容易被更广泛的中国社会所接受。该运动于1908年公开成立，并在萨里山设立办事处。1912年，该运动迁至萨里山玛丽街的新址，并采用了英文名称“华人共济会”。该建筑成为所有义兴会的全国总部，而这个地址至今仍是该协会的总部。其早期领导人梅星和 JA Chuey 在共和事业中都很杰出，Peter Yee Wing 和 Samuel Wong 也是如此  。
虽然悉尼的一些华人对于华南共和军于“双十”事件（1911年10月10日）起义感到沮丧，但大多数人还是升起了新的共和旗帜。接下来的一月，卡巴里塔和其他港口地区举行了第一场年度野餐会，庆祝中华民族的诞生，这些场合总是以中国历史悠久的方式燃放爆竹。
据亲共和派的《澳洲华人时报》报道，在悉尼修建寺庙是落后的做法，中山会等亲共和派宗亲团体更有可能为学校和医院筹集资金，支持悉尼和中国的这些机构。共和运动的政治领袖孙中山博士意识到海外华人是潜在的支持和资金来源，特别是如果能够保持文化联系，因此他鼓励建立中文学校，例如1910年在悉尼伊丽莎白街开设的中文学校。悉尼的许多华人与孙中山先生来自同一个中山村。直到1999年去世之前，刘博 (Dalton Gokbo (Bo) Liu) 都喜欢讲述他与孙中山先生的密切联系，并讲述他于1921年与他的父亲刘威廉 (Billy Uncle) 一起拜访孙中山家的故事，当时刘威廉是国民党悉尼支部的书记。
1919年，改组后的国民党在世界各地设立分支机构。1920年，来自澳大利亚、新西兰和太平洋地区的代表在悉尼召开会议。悉尼的英文媒体对新成立的雄心勃勃的中澳邮运轮船公司进行了广泛的报道，并在 SS Victoria 号上举行了盛大的欢迎仪式。精神高涨。到1921年中期，国民党已筹集到会议上承诺的10,000美元，用于在乌尔蒂莫路建造一座新大楼，内设阅览室、演讲厅和住宅区。这座大楼于1922年在盛大的庆典中落成，共和党旗帜也随之升起。
但中国并没有繁荣起来，当地的轮船航线很快就屈服于旨在将其挤出市场的货运价格战，而在接下来的几十年里，持续的移民限制引发了大量关于人口走私失败和当局骚扰的悲惨故事。孤独的老人无法结婚、无法回到日益混乱的中国、无法融入悉尼的社会环境。人们都记得他们是“剩者”，在唐人街简陋的住所里度过余生。
1928年，中国总领事从墨尔本迁至悉尼，证明了悉尼社区持续的首要地位。悉尼的华人人口数量基本保持稳定，但随着全国其他地区华人社区规模的缩小，人们普遍感到一种萎缩的感觉。

## 商业成功
也许这几十年来悉尼华人故事中唯一令人欣喜的部分是少数最精明的水果商人所取得的巨大成功。虽然20世纪30年代的大萧条对许多菜农和摊主的贸易产生了负面影响，但一些公司还是得以合并。二十世纪初，当市议会在达令港附近建造新的市场大楼时，中国商人也纷纷效仿。迪克森街成为悉尼第三个唐人街的中心。
一些公司通过与中国进行贸易而成功地积累了财富。由于当地经济形势严峻，商业机构对投资热情不高，唐人街上这些看似不起眼的商铺实际上却是永安、永生、泰生，以及相互关联的泰生公司的庞大贸易帝国的总部。
例如，永生集团于19世纪90年代开始将斐济香蕉销往悉尼市场，并最终于1900年在香港开设了一家百货商店，据称模仿的是悉尼的Anthony Hordern & Sons公司。随后，永生行在广州和上海设立了分行。到了1960年代，永生行的业务范围已涉及银行、酒店及各类制造企业。永安公司同样从干草市场（Haymarket）的水果贸易起家，发展成为一个多元化的商业帝国。最终，控制香港和上海四大现代百货公司的四家公司（当地称为“四大公司”）中有三家是由永生和永安的合伙人创立的：永安百货由永安的郭氏兄弟和他们的表兄永生的郭钜创立，先施百货由永生的马应彪创立，大新百货则由永生的蔡宗创立。第四家店“新新”也是由来自悉尼的华裔澳大利亚商人创办的。

## 社区生活和政治
回到悉尼，随着中国政治形势的迅速变化，这个小小的华人社区也在进行重新调整。此时，以蒋介石将军为首的共和派与以毛泽东为首的新兴共产主义力量处于对立状态，而国民党逐渐成为代表更为保守的势力。但当地的华人社区了解国民党，而且在当地敌视共产主义的背景下，国民党仍然是占主导地位的社会和政治组织。少数左翼华人积极参与中国青年团，该团于1939年在德信街成立。虽然悉尼的所有华人组织都清楚自己的政治立场，但他们也都站在中国一边。
当地情报机构从来不理解这种首要的忠诚，他们常常无法解开和弄清楚华人社区中的政治关系。所有活跃的华人团体都通过音乐会、粤剧和电影之夜等形式提供社交机会。许多普通中国人乐意去任何他们能找到友谊和慰藉的地方，尽管他们身处的这个充满敌意的社区坚信自己的种族优越性和“白澳”的智慧。
一位年长的华裔码头工人阿尔伯特·梁 (Albert Leong) 在1995年接受口头采访时对此作了很好的总结。他是一名公开的共产主义者，并且熟读共产主义文学，积极参与中国青年团的政治活动，但他也会去格利伯的寺庙（“只是社交聚会”）、去鲁克伍德的墓地（“有点像野餐”）、参加国民党在当月最后一个星期三举办的舞会，以及去萨里山的教堂。 “我们之所以去，是为了能见面。”

## 日本、第二次世界大战和中华人民共和国
在二十世纪三十年代初期的黑暗岁月里，澳大利亚在贸易上偏袒日本，忽视日本对中国和太平洋的扩张计划，悉尼华人社区一直渴望教育其他华人。这成为威廉·刘（William Liu）于1932年创办乔治·埃内斯特·莫里森讲座的动力，也促使人们出版了大量以中国案例为主题的书籍和小册子。
第二次世界大战统一了华人社会。次年，为庆祝欧洲人于1788年抵达悉尼150周年，他们在悉尼展览中心举办了一场奢华的中国节。这次盛事获得了主流报纸的热烈评价。警方估计共有40,000人参加，另有10,000人被拒之门外，而《悉尼先驱晨报》报道称“电车工作人员表示，他们从未见过如此大规模的人群聚集”。华人社区参与“Sesqui”项目，一方面是为了让悉尼人关注中国的困境，另一方面是为了向欧洲人筹集资金。经验丰富的中国活动组织者、老牌 Rocks 公司 King Nam Jang 的 Albert Cumines 回忆说，在20世纪90年代，这场与中国建国150周年“巧合”的盛大中国庆典活动非常受欢迎，因此在第二天晚上又重复举办了一次。 “我们卖掉了所有票，筹集到了足够的钱来买救护车。”
面对日本的侵略，悉尼华人社会的部分人士与主流社会中谴责日本人的部分人士建立了前所未有的最密切的政治联系。左翼工会支持抵制日货，码头工人拒绝登上开往日本的船只。弃船前往日本的中国海员受到了日本当局的庇护。1938年，当工人们拒绝在悉尼南部的肯布拉港的达尔弗拉姆 (Dalfram)河上装载生铁时，作为工会和劳工委员会 (Trades and Labor Council) 的“不许碰中国运动”成员的弗雷德·黄 (Fred Wong) 从悉尼市场收集了卡车的水果和蔬菜，并将它们运给罢工的工人。次年，黄之锋成为新成立的中国青年团第一任主席。
中国天主教行动团为信仰天主教的中国难民提供援助。 
澳大利亚很晚才收到这个消息。许多悉尼华人都加入了澳大利亚武装部队，唐人街的华人战争纪念碑就是明证。第二次世界大战所造成的当地条件对于白澳政策的缓慢崩溃至关重要，许多华人精心组织起来，最大限度地争取机会。
太平洋战争爆发时，大批中国海员在悉尼离开船只；珍珠港事件后，他们也纷纷开小差。1942年，中国海员工会支部在悉尼成立，与澳大利亚海员工会、中国青年会联系密切。除了为海员争取更好的条件外，所有这些组织还参与隐藏逃兵、伪造文件和寻找不引人注目的工作。
到了1943年，不情愿的托运人被要求向中国海员支付基本工资和战时奖金。与此同时，悉尼的劳动力短缺也促使其他人根本不出海，据官方估计，大约有500名海员非法上岸。有些人被监禁和驱逐出境，但更多的人则被巧妙地“消失”在普通社会中。急需工人的雇主们并没有提出太多问题，甚至连州政府也参与其中。1942年至1944年间，数百名前海员参与了沃拉甘巴大坝的建设。限制合法居民工作选择的文件检查频率较低，来自太平洋和新几内亚的难民可以自由地在任何地方工作。
在战争期间和战后不久，越来越多的中国人轻松地换了工作并且没有受到任何处罚，这有助于增强社区对移民就业限制的容忍度和抵制力。人们对中国菜的兴趣也随之增加，食客们从休假的美国士兵那里获得了启发，他们欣赏以前被非华裔悉尼人忽视的中餐馆。1949年中华人民共和国的成立也起到了帮助作用。1947年，政府齐心协力遣返战争难民，社区也做出相应努力隐藏和保护这些难民，其中许多人当时已经结婚并在当地定居。1949年，这项政策被推翻，因为新当选的保守党孟席斯政府不愿将战时非法移民、海员和新抵达的难民送入它所大声谴责的政权的怀抱。

## 白澳政策的终结
移民法的执行变得越来越难以预测，但却偏向宽大处理。尽管像华青团的韦耀基（Stanley Wai）和华人海员工会的张岳彪（William Jong）等人，由于他们的政治行动而受到惩罚，多年来只能获得一年一次的歧视性续证，更多的经验却恰恰相反。
对于大多数人来说，中国事态的发展并不令人欣喜。中国青年团员们举着自制的五星红旗跑过街道，但只有大约200人参加了在皇家国家公园举行的官方庆祝野餐，而在冷战时期的1950年代，许多华人感受到了寒意。与家乡的联系受到限制，来回的烦躁旅行也完全停止了。没有新移民到来。任何站在左翼政治立场的人都会受到怀疑和持续监视。张亚瑟·洛克回忆说，中国的建议是保持低调，不在五一劳动节游行，不要惹是生非，他把这段时间描述为“孤独、孤立、被迫害和迫害”。 少数人回国支持革命，但对于大多数人来说，无论其政治立场如何，留下来的兴趣不可避免地增强了。
1951年后，中国学生开始根据科伦坡计划从新加坡、马来亚和香港来到中国，虽然许多人回国成为东南亚知识精英的一部分，但许多人留下来、结婚或在几十年后回国。如今这个团体为悉尼华人社区的领导做出了贡献。
当反华小报《真相报》在专栏中质问，为何1938年来到悉尼留学的 Jap Kuan Wong（需中文脚本）在1954年还留在悉尼时，该报的计谋适得其反。人们普遍支持 Jap，他就是 Keith Wong，他是五个孩子的父亲，父亲是 Stanley Wong，著名赛马明星，同时也是 Chequers 夜总会的合伙人，该夜总会当时可能是悉尼最豪华的夜总会。
黄之锋和其他一些知名的华人，包括担任至1949年的中国领事马丁·王，于1957年获得公民身份，第二年，任何在当地居住15年的人都可以获得公民身份。1966年，所有移民的移民期限缩短为五年，1973年又缩短为三年。白澳政策最终走向终结。

## 繁荣与郊区化
1949年以后的几十年里，华人社区的低调使得一些评论家认为同化是不可避免的。1955年，格利伯庙在一场火灾后重新开放，《悉尼先驱晨报》评论说，这可能是悉尼有史以来最后一次这样的仪式。唐人街缺乏活力被视为进一步的证明。但这在一定程度上是由于中国人和其他人一样，放弃城市，迁往郊区。在西郊的康科德和阿什菲尔德、东边的肯辛顿和金斯福德以及下北岸的车士活，都有一些华人聚居。所有这些地方都与早期的中国定居点有着某种联系，通常与较旧的菜园区有关。
而到了20世纪70年代，所有避免投资悉尼的旧理由都已不复存在，中国资金开始转向悉尼房地产。其中最为富有的是陈氏家族和陈氏家族，其中陈智思于1967年抵达悉尼，他买下了一个萧条的唐人街，开始投资酒店、郊区购物中心和住宅楼。
政府开始资助中文学校，中文组织也如雨后春笋般涌现。传统的社区社团、华人学术组织、创作协会、养老院及儿童福利机构等纷纷复兴并蓬勃发展。1974年，澳大利亚华人社区协会成立，作为一个伞状组织，负责向政府倡导华人社区利益。它位于玛丽街旧中国街区......组织总部。 2EA电台于1975年开始播送粤语节目。后来其他电视台和SBS电视台也开始用普通话提供信息和娱乐节目。中文日报的数量和发行量都在增加。
到了90年代末，迪克森街（Dixon Street）——一个不再与市场关联的区域——进行了整修，成为了一条步行街，配有拱形入口。从某种程度上来说，这是市议会刻意为之的“中国化”举措，但它确实发挥了作用。房地产价值上涨，华人组织在那里重新定位，每个人都喜欢去唐人街吃饭。1988年，悉尼的姐妹城市广州向悉尼赠送了一座大型中式园林，提升了当地的文化底蕴。早已从悉尼街头消失的舞狮表演又回来了，而且也出现在郊区。龙舟比赛于1984年首次由《星岛报》组织举办，后来成为香港日历上的一项特色活动。每年中秋节、清明节期间前往各墓地祭拜的人数日益增多。
1989年6月，在北京发生天安门事件之后，中国人和非华裔在雨中肩并肩站在悉尼广场，聆听中英文演讲。自那时起，移民数量稳步上升，越来越多来自中国大陆的普通话使用者加入了更为古老的粤语使用者群体。华人社区内部的紧张局势屡见不鲜，尤其是老一辈的居民，他们觉得自己被文化淹没了。
1996年，有99,600名中国出生的人居住在悉尼。到2006年，这一数字已上升至146,000。如果加上父母为中国人的人数，总数就上升到了292,400人，而且这些数字还不包括这里所讲述的故事中的任何后代。人口增长最快的地区是悉尼市和赫斯特维尔，奥本、阿什菲尔德、帕拉马塔、赖德、车士活、霍恩斯比和威洛比的人口也在增长。
进入21世纪，大量中国学生通过189签证（独立技术签证）和190签证（提名家属签证）移民澳洲。此外，也有不少中国富豪通过投资者签证或者投资签证移民到澳洲。

### 引用
1. ↑  澳大利亚统计局. . 2006 Census QuickStats. 2007-10-25  [2010年1月4日].
2. ↑  新南威尔士州记录
3. ↑  新南威尔士州记录
4. ↑  雪莉·菲茨杰拉德，《繁文缛节金剪刀：悉尼华人的故事》，第二版，哈尔斯特德出版社，悉尼，2008年
5. ↑  摘要 的存檔，存档日期5December2010，. 雨果·格雷姆：“中国移民澳大利亚的最新趋势”，Paul Jones（墨尔本大学）：《新途径还是旧轨迹？1985年至2005年澳大利亚华人移民》。在“太平洋华人：现在何去何从？”研讨会上发表的论文，澳大利亚国立大学，堪培拉，2007年。
6. ↑  道尔，研究论文，约翰·夏英，1815–1992，新南威尔士州立图书馆，米切尔图书馆手稿5857
7. ↑  爱, 阿拉斯泰尔. . LOTE 机构. 2021-04-16  [2023-05-15] （美国英语）.
8. ↑  琼·邓肯·欧文.  illustrated. [新南威尔士大学出版社]. 2002: 11  [2014年5月17日]. ISBN 0868405817.
9. ↑  莉萨·费瑟斯通.  插图. 剑桥学者出版社. 2011: 83. ISBN 978-1443828130.
10. ↑  马丁·布斯.  插图. 圣马丁狮鹫. 2013: 178  [2014年5月17日]. ISBN 978-1466853973.
11. ↑  雷·弗朗西斯.  illustrated. 新南威尔士大学出版社. 2007: 113  [2014年5月17日]. ISBN 978-0868409016.
12. ↑  雷·弗朗西斯.  插图. 新南威尔士大学出版社. 2007: 114  [2014年5月17日]. ISBN 978-0868409016.
13. ↑  雷·弗朗西斯.  插图. 新南威尔士大学出版社. 2007: 115  [2014年5月17日]. ISBN 978-0868409016.
14. ↑  雷·弗朗西斯.  插图. 新南威尔士大学出版社. 2007: 116  [2014年5月17日]. ISBN 978-0868409016.
15. ↑  雷·弗朗西斯.  插图. 新南威尔士大学出版社. 2007: 119  [2014年5月17日]. ISBN 978-0868409016.
16. ↑  雷·弗朗西斯.  插图. 新南威尔士大学出版社. 2007: 120  [2014年5月17日]. ISBN 978-0868409016.
17. ↑  雷·弗朗西斯.  插图. 新南威尔士大学出版社. 2007: 121  [2014年5月17日]. ISBN 978-0868409016.
18. ↑  雷·弗朗西斯.  插图. 新南威尔士大学出版社. 2007: 122  [2014年5月17日]. ISBN 978-0868409016.
19. ↑  雷·弗朗西斯.  插图. 新南威尔士大学出版社. 2007: 123  [2014年5月17日]. ISBN 978-0868409016.
20. ↑  雷·弗朗西斯.  插图. 新南威尔士大学出版社. 2007: 127  [2014年5月17日]. ISBN 978-0868409016.
21. ↑  珍妮丝·伍德，《1880年至1902年华人在干草市场和 萨里山 的居住情况》，悉尼大学文学学士论文，1994年
22. ↑  CF Yong，《新金山》，拉斐尔艺术中心，南澳大利亚里士满，1977年
23. ↑  梁伟强，1995年6月1日接受雪莉·菲茨杰拉德 采访
24. ↑  阿尔伯特·康明斯采访 多丽丝Yau-Chong Jones，1993年，澳大利亚华人文化协会，悉尼
25. ↑  澳大利亚档案馆（新南威尔士州），安全局调查处档案，1940-44年，C320C9
26. ↑  Arthur Gar Lock Chang，1995年接受 雪莉·菲茨杰拉德采访，在新南威尔士州立图书馆举行
27. ↑  《商业评论周刊》评选的“里奇200强”，1995年5月22日